# Richmond-Millbrae Line

Kaart van het BART-netwerk op weekdagen en zaterdag overdag. De Richmond-Millbrae Line is rood gekleurd.

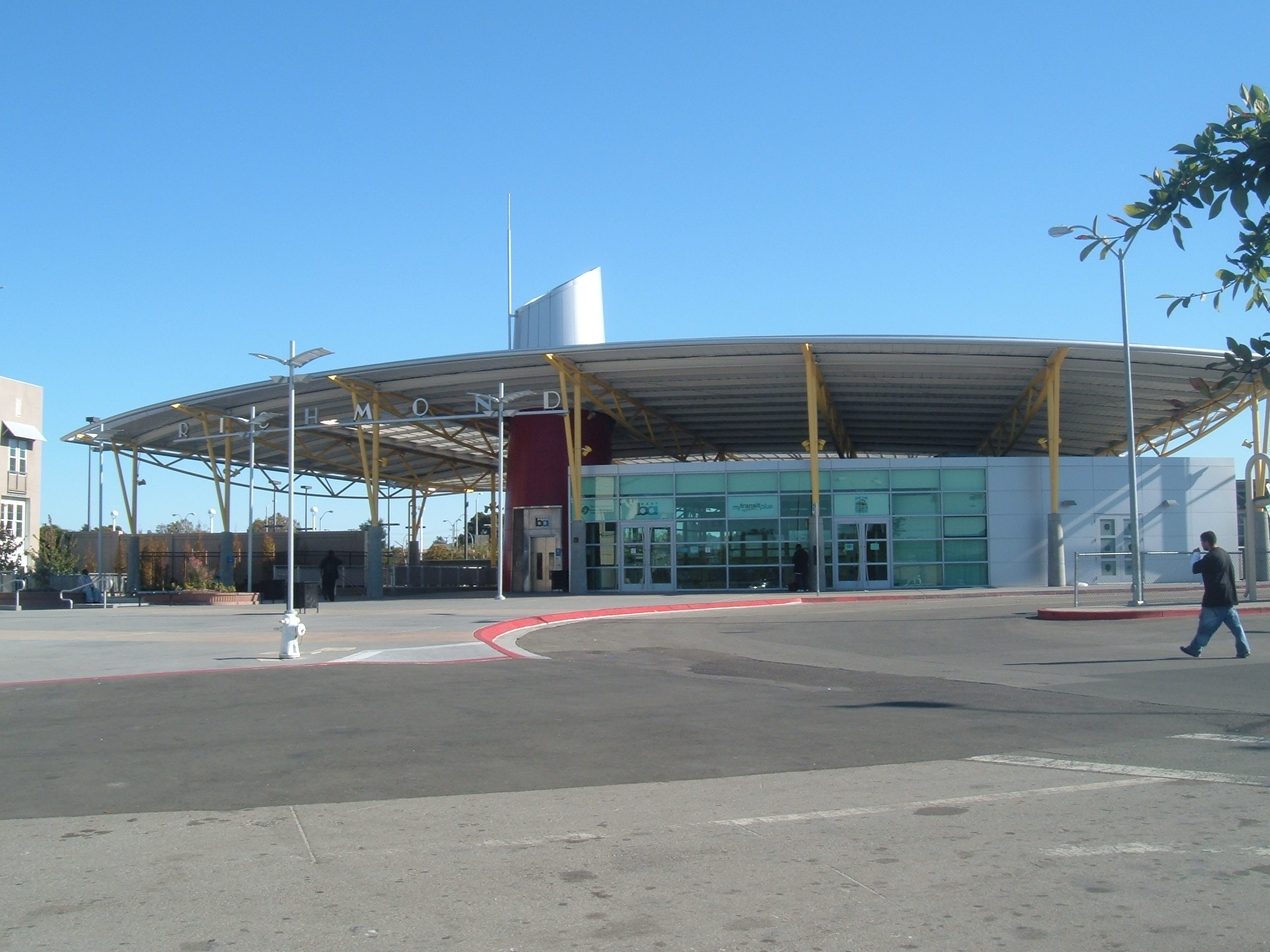
Het Transit Center in Richmond is een bovengronds station waar zowel BART-treinen als drie verschillende Amtrak-treinen halte hebben.

De Richmond-Daly City/Millbrae Line, Richmond-Millbrae Line of Richmond Line is een van de vijf metrolijnen van het Bay Area Rapid Transit-netwerk (BART), dat San Francisco met de rest van de Bay Area verbindt. De lijn gaat van Richmond in Contra Costa County door El Cerrito, Berkeley en Oakland alvorens onder de baai te gaan tot in San Francisco. Daarna gaat de lijn verder naar Daly City, South San Francisco, San Bruno en Millbrae. Er zijn 23 stations.
Er rijden treinen van maandag tot en met zaterdag, maar uitsluitend overdag. Op zaterdag rijdt de trein niet door voorbij Daly City. Reizigers die 's avonds of op zondag naar Colma, South San Francisco, San Bruno of Millbrae willen, kunnen gebruikmaken van de Pittsburg/Bay Point-SFO/Millbrae Line.
De metrolijn wordt steeds met rood aangeduid, maar het is ongebruikelijk om BART-metrolijnen bij hun kaartkleur te noemen.

## Stations
| Station                         | Overstappunt | Foto * | Type                         | Geopend           | Ligging                         | County        |
| ------------------------------- | ------------ | ------ | ---------------------------- | ----------------- | ------------------------------- | ------------- |
| Richmond                        | Amtrak logo  | 350 !  | maaiveld                     | 29 januari 1973   | 37° 56′ 13″ NB, 122° 21′ 11″ WL | Contra Costa  |
| El Cerrito del Norte            |              | 360 !  | viaductstation               | 29 januari 1973   | 37° 55′ 31″ NB, 122° 19′ 1″ WL  | Contra Costa  |
| El Cerrito Plaza                |              | 370 !  | viaductstation               | 29 januari 1973   | 37° 54′ 10″ NB, 122° 17′ 56″ WL | Contra Costa  |
| North Berkeley                  |              | 380 !  | kuip                         | 29 januari 1973   | 37° 52′ 26″ NB, 122° 16′ 59″ WL | Alameda       |
| Downtown Berkeley               |              | 390 !  | ondiep gelegen zuilenstation | 29 januari 1973   | 37° 52′ 11″ NB, 122° 16′ 5″ WL  | Alameda       |
| Ashby                           |              | 400 !  | kuip                         | 29 januari 1973   | 37° 51′ 11″ NB, 122° 16′ 12″ WL | Alameda       |
| MacArthur                       |              | 410 !  | talud                        | 11 september 1972 | 37° 49′ 42″ NB, 122° 16′ 1″ WL  | Alameda       |
| 19th Street Oakland             |              | 420 !  | ondiep gelegen zuilenstation | 11 september 1972 | 37° 48′ 28″ NB, 122° 16′ 8″ WL  | Alameda       |
| 12th Street/Oakland City Center |              | 430 !  | ondiep gelegen zuilenstation | 11 september 1972 | 37° 48′ 13″ NB, 122° 16′ 19″ WL | Alameda       |
| West Oakland                    |              | 1000 ! | viaductstation               | 16 september 1974 | 37° 48′ 18″ NB, 122° 17′ 42″ WL | Alameda       |
| Embarcadero                     |              | 1010 ! | ondiep gelegen zuilenstation | 27 mei 1976       | 37° 47′ 35″ NB, 122° 23′ 50″ WL | San Francisco |
| Montgomery                      |              | 1020 ! | ondiep gelegen zuilenstation | 5 november 1973   | 37° 47′ 22″ NB, 122° 23′ 50″ WL | San Francisco |
| Powell Street                   |              | 1030 ! | ondiep gelegen zuilenstation | 5 november 1973   | 37° 47′ 2″ NB, 122° 24′ 29″ WL  | San Francisco |
| Civic Center/UN Plaza           |              | 1040 ! | ondiep gelegen zuilenstation | 5 november 1973   | 37° 46′ 47″ NB, 122° 24′ 49″ WL | San Francisco |
| 16th Street Mission             |              | 1040 ! | enkelgewelfdstation          | 5 november 1973   | 37° 45′ 53″ NB, 122° 25′ 12″ WL | San Francisco |
| 24th Street Mission             |              | 1050 ! | enkelgewelfdstation          | 5 november 1973   | 37° 45′ 7″ NB, 122° 25′ 8″ WL   | San Francisco |
| Glen Park                       |              | 1060 ! | kuip                         | 5 november 1973   | 37° 43′ 59″ NB, 122° 26′ 2″ WL  | San Francisco |
| Balboa Park                     |              | 1070 ! | uitgraving                   | 5 november 1973   | 37° 43′ 18″ NB, 122° 26′ 51″ WL | San Francisco |
| Daly City                       |              | 1080 ! | viaductstation               | 5 november 1973   | 37° 42′ 22″ NB, 122° 28′ 8″ WL  | San Mateo     |
| Colma                           |              | 1090 ! | uitgraving                   | 24 februari 1996  | 37° 41′ 5″ NB, 122° 27′ 58″ WL  | San Mateo     |
| South San Francisco             |              | 1100 ! | ondiep gelegen zuilenstation | 22 juni 2003      | 37° 39′ 51″ NB, 122° 26′ 38″ WL | San Mateo     |
| San Bruno                       |              | 1110 ! | uitgraving                   | 22 juni 2003      | 37° 38′ 18″ NB, 122° 25′ 1″ WL  | San Mateo     |
| Millbrae                        |              | 1130 ! | maaiveld                     | 22 juni 2003      | 37° 36′ 1″ NB, 122° 23′ 13″ WL  | San Mateo     |

* De sorteerwaarde van de foto is de ligging langs de lijn